# Gandalf Airlines
Gandalf Airlines — итальянская авиакомпания. Базировалась в аэропорту Орио-аль-Серио в Бергамо, в 50 километрах от Милана. В 2004 году была куплена Alitalia.
Авиакомпания названа именем Гэндальфа, персонажа романа Властелин Колец, так как генеральный директор авиакомпании был фанатом Толкина. 

## История
Gandalf Airlines была основана в 1999 году в Парме четырьмя предпринимателями.
Ожидалось, что авиакомпания будет обслуживать клиентов, готовых заплатить дополнительную плату, чтобы получить отличный сервис.
Авиакомпания занималась как внутренними перевозками, так и международными, например в Германию, Испанию, Францию, а её акции торговались на фондовой бирже.
Но 28 февраля 2004 года авиакомпания была признана банкротом. Gandalf Airlines прекратила свою деятельность, а её активы перешли к авиакомпании Alitalia Express.
В 2011 году директоров авиакомпании обвинили в подделке финансовой отчётности и мошенническом банкротстве, и в 2012 году они получили 2 года условно, но затем в 2016 году были оправданы.

## Флот
Флот авиакомпании состоял из самолётов Fairchild Dornier 328JET.
- Fokker 50 в ливрее Gandalf Airlines
- Dornier 328 в аэропорту Брюсселя в 2002 году
- Dornier 328 в аэропорту Барселоны в 2003 году